# Premi Daniel Toscan du Plantier
El Premi Daniel Toscan du Plantier és un premi que atorga l'Acadèmie des Arts et Techniques du Cinéma de França. El premi va ser entregat per primera vegada l'any 2008. El nom del premi és un homenatge al finat productor francès Daniel Toscan du Plantier. Aquest premi segueix a l'efímer César al millor productor, que només es va concedir els anys 1996 i 1997.
Segons el seu reglament, per poder ser premiat s'ha de complir una de les tres següents regles: haver estat productor o co-productor durant els últims cinc anys de, com a mínim, dues pel·lícules elegibles pel César a la millor pel·lícula (i que una d'elles s'hagi estrenat l'any precedent); haver estat productor o co-productor d'alguna pel·lícula nominada a qualsevol dels Premis César de l'any corresponent; o haver estat productor o co-productor d'una pel·lícula estrenada l'any anterior elegible pels César i estar a càrrec d'una productora.
Aquest premi, encara que atorgat per l'Acadèmie i englobat dins dels César, no es lliura a la mateixa cerimònia, sino a un sopar anomenat Dîner des Producteurs.

## Palmarès
- Font: Pàgina oficial del premi.

### Dècada del 2000
| Any               | Productor             | Pel·lícula | Pais |
| ----------------- | --------------------- | ---------- | ---- |
| 2008              |                       |            |      |
| Claude Berri      | La Graine et le Mulet | França     |      |
| 2009              |                       |            |      |
| Pascal Caucheteux | Un conte de Noël      | França     |      |
| Thomas Langmann   | Mesrine               | França     |      |

### Dècada del 2010
| Any                                     | Productor                                                | Pel·lícula    | Pais |
| --------------------------------------- | -------------------------------------------------------- | ------------- | ---- |
| 2010                                    |                                                          |               |      |
| Pascal Caucheteux i Grégoire Sorlat     | Un profeta                                               | França        |      |
| 2011                                    |                                                          |               |      |
| Yaël Fogiel i Laetitia Gonzalez         | Tournée                                                  | Israel França |      |
| 2012                                    |                                                          |               |      |
| Alain Attal                             | Polisse                                                  | França        |      |
| 2013                                    |                                                          |               |      |
| Gaëlle Bayssière i Didier Creste        | Au galop                                                 | França        |      |
| 2014                                    |                                                          |               |      |
| Sylvie Pialat                           | L'Inconnu du lac i La Religieuse                         | França        |      |
| 2015                                    |                                                          |               |      |
| Sylvie Pialat                           | Timbuktu                                                 | França        |      |
| 2016                                    |                                                          |               |      |
| Pascal Caucheteux i Grégoire Sorlat     | Comme un avion, Dheepan i Trois souvenirs de ma jeunesse | França        |      |
| 2017                                    |                                                          |               |      |
| Eric Altmayer i Nicolas Altmayer        | Monsieur Chocolat, Frantz i Les innocents                | França        |      |
| 2018                                    |                                                          |               |      |
| Marie-Ange Luciani i Hugues Charbonneau | 120 pulsacions per minut                                 | França        |      |
| 2019                                    |                                                          |               |      |
| Alain Attal                             | El gran bany i En bones mans                             | França        |      |

### Dècada del 2020
| Any                               | Productor              | Pel·lícula | Pais |
| --------------------------------- | ---------------------- | ---------- | ---- |
| 2020                              |                        |            |      |
| Toufik Ayadi i Christophe Barral  | Els miserables         | França     |      |
| 2021                              |                        |            |      |
| Caroline Bonmarchand              | Énorme                 | França     |      |
| 2022                              |                        |            |      |
| Alice Girard i Edouard Weil       | Aline i L'esdeveniment | França     |      |
| 2023                              |                        |            |      |
| Carole Scotta i Barbara Letellier | La nit del 12          | França     |      |
| 2024                              |                        |            |      |
| Marie-Ange Luciani                | Anatomia d'una caiguda | França     |      |
| 2025                              |                        |            |      |
| Muriel Meynard                    | Vingt Dieux            | França     |      |